# Sierra de Enix
La sierra de Enix es un sistema montañoso ubicado en el sur de la provincia de Almería (España), perteneciente a la cordillera Penibética. Está integrado en la parte oriental de la sierra de Gádor, de la cual forma parte.

## Descripción
Limita al norte y al este con el valle del Andarax, al sur con el mar Mediterráneo, y al oeste con la carretera A-391. Se extiende por los términos municipales de Roquetas de Mar, Enix, Alicún, Huécija, Terque (exclave), Alhama de Almería, Gádor, Benahadux, Huércal de Almería y Almería.
Alcanza su cota máxima, unos 1086 m s. n. m., en las proximidades del Puerto de Enix o Alto del Marchal. Sin embargo, sus picos más destacados serían el Yegüeros (1085 m s. n. m.) y el Aljibe Alto (793 m s. n. m.).

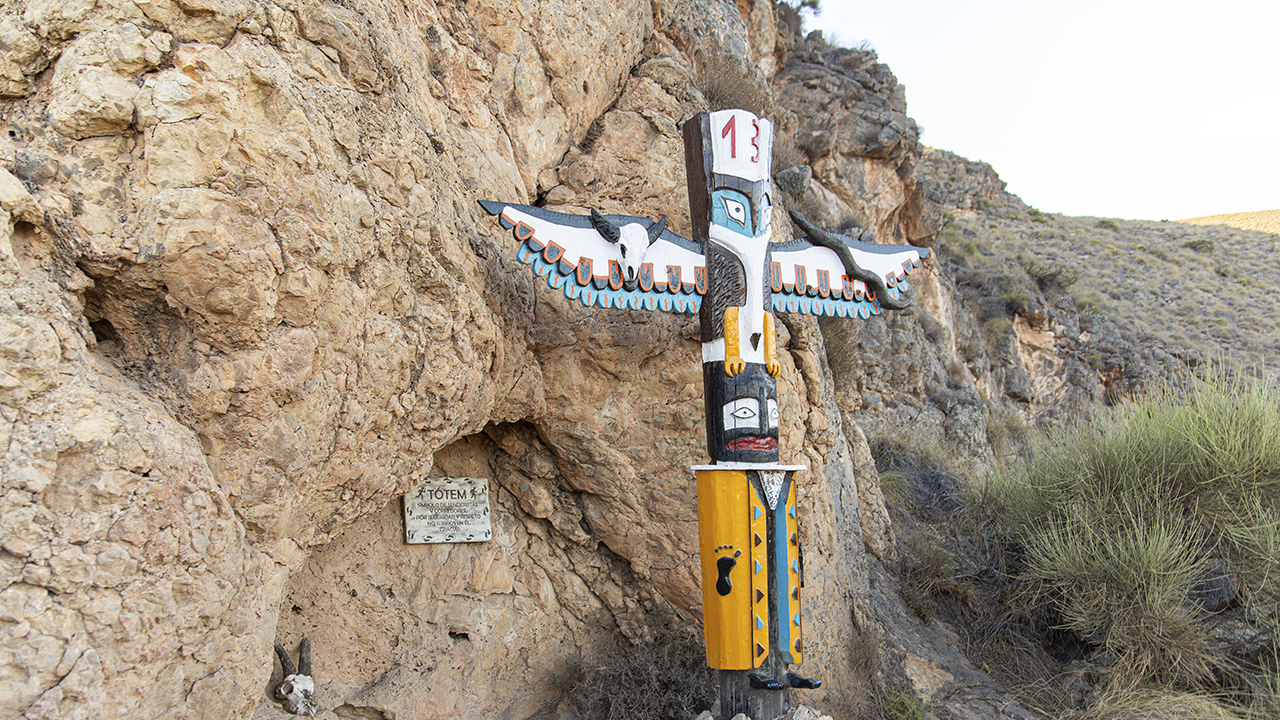
Tótem Pies Negros

Las principales actividades económicas que se desarrollan en la sierra son la caza, el pastoreo y el cultivo de huertas en las proximidades del pueblo de Enix, el único núcleo habitado de la sierra. En el pasado hubo actividad minera, de la cual ya solo quedan restos de antiguas minas.
Destaca la práctica deportiva, en concreto de senderismo, carrera de senderos o ciclismo de montaña. En el sur, la sierra entra en contacto con el Mar Mediterráneo, donde se encuentran varias playas, como las de La Garrofa o El Palmer, y un hotel turístico.
Una particularidad de la sierra es la existencia de varios tótems repartidos a lo largo de ella. El más representativo y conocido es el Tótem Pies Negros, de gran valor simbólico y lugar de peregrinación para los deportistas de la zona.
Tiene un clima mediterráneo semiárido, con veranos calurosos y secos e inviernos frescos. Esporádicamente, en invierno pueden producirse heladas o incluso nevar en las cotas más altas, aunque por su situación geográfica es bastante más seca que otras sierras de la península de altura similar. En cuanto a la vegetación, a excepción de algunos pinares de repoblación, la mayor parte de la sierra está poblada por matorrales con gran cantidad de endemismos, como por ejemplo el esparto. Respecto a la fauna, podemos mencionar la presencia de cabras montesas.
Junto a la sierra de Gádor forma uno de los Lugares de Importancia Comunitaria (LIC) de la provincia de Almería.

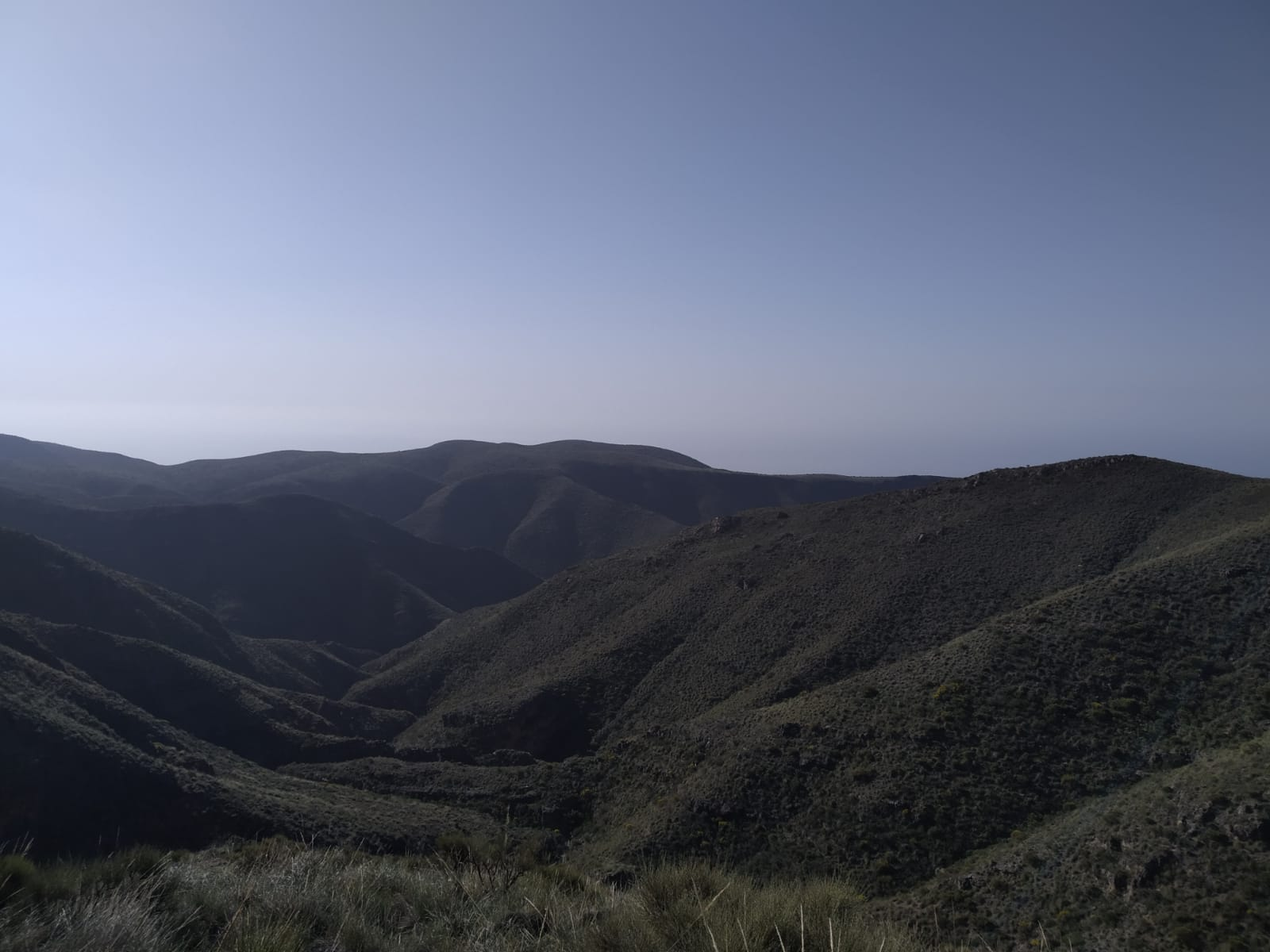
Zona de la Majada del Gato, al sur de la sierra